# Laurit Krasniqi
Laurit Krasniqi (Ferizaj, 14 juli 2001) is een Belgisch-Kosovaars voetballer die in het seizoen 2023/24 door Royal Antwerp FC wordt uitgeleend aan Roda JC.

## Carrière

### Jeugd
Krasniqi werd geboren in Kosovo, maar verhuisde als kind naar België. Hij begon met voetballen in een vluchtelingenkamp in Libramont. De bazin van het vluchtelingenkamp merkte zijn talent op, waarna Krasniqi via haar echtgenoot bij een ploegje in de buurt terecht kon. Toen de familie Krasniqi op een bepaald moment het land uit moest, doken ze een tijdje onder. Uiteindelijk raakten de papieren wel in orde, waarna de familie zich in Deurne installeerde. Krasniqi's eerste club in Antwerpen was KSC Maccabi-Voetbal Antwerp, maar uiteindelijk sloot hij zich als jonge tiener aan bij de jeugdopleiding van Antwerp FC na een geslaagde test op een open talentendag.
In april 2021 ondertekende hij er een contract voor een seizoen met optie. In januari 2022 mocht hij mee met de A-kern op winterstage naar Alvor nadat enkele A-kernspelers noodgedwongen afhaakten.

### Antwerp FC
Op 22 mei 2022 maakte Krasniqi zijn officiële debuut in het eerste elftal van Antwerp: op de slotspeeldag van de Champions' Play-offs liet trainer Brian Priske hem in de 0-1-zege tegen Union Sint-Gillis in de blessuretijd invallen voor Koji Miyoshi. In juli 2022 nam trainer Mark van Bommel hem op in de selectie voor de zomerstage van de A-kern in Oostenrijk. Op 21 juli 2022 mocht Krasniqi, die een paar dagen eerder de hele wedstrijd op het veld had gestaan in de oefenwedstrijd tegen Dynamo Kiev, starten in de Conference League-kwalificatiewedstrijden tegen FC Drita, mede door de onbeschikbaarheid van Sam Vines en Jelle Bataille. Een week na de heenwedstrijd, die op 0-0-eindigde, kreeg Krasniqi in zijn geboorteland Kosovo opnieuw een basisplaats. De verdediger vertolkte er een heldenrol door vroeg in de tweede helft de 0-1 binnen te koppen.
In september 2022 brak Antwerp het contract van Krasniqi, die in augustus mocht invallen in de Conference League-kwalificiatiewedstrijd tegen Lillestrøm SK, open tot 2025. Daarna mocht hij in het seizoen 2022/23, waarin Antwerp de dubbel veroverde, enkel nog aantreden in de bekerwedstrijd tegen SK Beveren op 10 november 2022. Krasniqi speelde dat seizoen wel ook negentien competitiewedstrijden voor Young Reds, het beloftenelftal van Antwerp in Eerste nationale.

### Roda JC
In augustus 2023 werd Krasniqi voor een jaar uitgeleend aan de Nederlandse tweedeklasser Roda JC.

## Clubstatistieken
| Seizoen         | Club            | Land               | Competitie              | Competitie | Competitie | Beker | Beker | Supercup | Supercup | Europees | Europees | Totaal | Totaal |
| Seizoen         | Club            | Land               | Competitie              | Wed.       | Dlp.       | Wed.  | Dlp.  | Wed.     | Dlp.     | Wed.     | Dlp.     | Wed.   | Dlp.   |
| --------------- | --------------- | ------------------ | ----------------------- | ---------- | ---------- | ----- | ----- | -------- | -------- | -------- | -------- | ------ | ------ |
| 2021/22         | Antwerp FC      | Vlag van België    | Jupiler Pro League      | 1          | 0          | 0     | 0     | —        | —        | 0        | 0        | 1      | 0      |
| 2022/23         | Antwerp FC      | Vlag van België    | Jupiler Pro League      | 0          | 0          | 1     | 0     | —        | —        | 3        | 1        | 4      | 1      |
| 2022/23         | Young Reds      | Vlag van België    | Eerste nationale        | 19         | 1          | —     | —     | —        | —        | —        | —        | 19     | 1      |
| 2023/24         | → Roda JC       | Vlag van Nederland | Keuken Kampioen Divisie | 3          | 0          | 0     | 0     | —        | —        | —        | —        | 3      | 0      |
| Carrière totaal | Carrière totaal | Carrière totaal    | Carrière totaal         | 23         | 1          | 1     | 0     | 0        | 0        | 3        | 1        | 27     | 2      |

Bijgewerkt op 28 augustus 2023.